# 최동창
최동창(1965년 6월 7일 ~)은 OB, 쌍방울에서 뛴 전 야구 선수다.

## 출신 학교
- 세광고등학교
- 성균관대학교

## 같이 보기
- 1986년 OB 베어스 시즌
- 1994년 쌍방울 레이더스 시즌